# Arnauld Mercier
Arnauld Mercier (Bayeux, 4 giugno 1972) è un allenatore di calcio ed ex calciatore francese, di ruolo difensore.

## Carriera

### Giocatore
Conta 51 presenze nella Serie B italiana con le maglie di Fidelis Andria, Savoia e Cosenza; ha inoltre giocato anche nella seconda divisione francese.

## Palmarès

### Giocatore
- Championnat National: 1

Valenciennes: 2004-2005